# Mosito Lehata
Mosito Lehata (Maseru, 8 aprile 1989) è un velocista lesothiano, specializzato nei 60, 100 e 200 metri piani.

## Record nazionali

### Seniores
- 100 metri piani:  10"11 (+1,4 m/s) ( Réduit, 12 aprile 2015)
- 200 metri piani: 20"36 (+0,5 m/s) ( Glasgow, 31 luglio 2014)

## Palmarès
| Anno | Manifestazione          | Sede           | Evento      | Risultato  | Prestazione | Note                                     |
| ---- | ----------------------- | -------------- | ----------- | ---------- | ----------- | ---------------------------------------- |
| 2008 | Mondiali juniores       | Bydgoszcz      | 100 m piani | Batteria   | 11"09       |                                          |
| 2010 | Giochi del Commonwealth | Delhi          | 100 m piani | Batteria   | 10"63       |                                          |
| 2010 | Giochi del Commonwealth | Delhi          | 200 m piani | 8º         | 21"13       |                                          |
| 2011 | Mondiali                | Taegu          | 200 m piani | Semifinale | dns         |                                          |
| 2011 | Giochi panafricani      | Maputo         | 200 m piani | Semifinale | 21"91       |                                          |
| 2012 | Mondiali indoor         | Istanbul       | 60 m piani  | Batteria   | 7"00        |                                          |
| 2012 | Campionati africani     | Porto-Novo     | 100 m piani | 5º         | 10"44       |                                          |
| 2012 | Campionati africani     | Porto-Novo     | 200 m piani | 7º         | 21"11       |                                          |
| 2012 | Giochi olimpici         | Londra         | 200 m piani | Batteria   | 20"74       |                                          |
| 2013 | Mondiali                | Mosca          | 200 m piani | Semifinale | 20"68       |                                          |
| 2014 | Giochi del Commonwealth | Glasgow        | 200 m piani | 4º         | 20"36       | Record nazionale                         |
| 2014 | Campionati africani     | Marrakech      | 200 m piani | Semifinale | dq          |                                          |
| 2015 | Mondiali                | Pechino        | 200 m piani | Batteria   | 21"43       |                                          |
| 2015 | Giochi panafricani      | Brazzaville    | 100 m piani | 8º         | 10"56       |                                          |
| 2016 | Campionati africani     | Durban         | 100 m piani | Argento    | 10"04       |                                          |
| 2016 | Giochi olimpici         | Rio de Janeiro | 100 m piani | Batteria   | 10"25       |                                          |
| 2016 | Giochi olimpici         | Rio de Janeiro | 200 m piani | Batteria   | 20"65       | Miglior prestazione personale stagionale |
| 2017 | Mondiali                | Londra         | 100 m piani | Batteria   | dq          | R 162.7                                  |
| 2018 | Giochi del Commonwealth | Gold Coast     | 100 m piani | Semifinale | dnf         |                                          |
| 2019 | Giochi panafricani      | Rabat          | 100 m piani | Semifinale | 10"44       |                                          |
| 2019 | Giochi panafricani      | Rabat          | 200 m piani | Semifinale | 20"87       |                                          |